# 法頓公園球場
法顿公园球场（Fratton Park）是一个位于英格兰南部朴茨茅斯的专业足球场，目前是英格兰足球甲级联赛球会朴茨茅斯的主场。
球場原來的主看台由著名球場建築師阿奇巴尔·雷奇（Archibald Leitch）設計。法頓公園現時擁有四座全坐席看台，球場草坪東西座向。「法頓看台」（Fratton End，獲商業贊助冠名稱為JobSite UK stand）位於球場西面，是最大及最現代化的看台。在草坪兩邊分別為南看台和北看台，均為兩層看台。在東面是現時最細的「米爾頓看台」（Milton End，獲商業贊助冠名稱為Apollo stand），之前曾是英超唯一沒有頂蓋的看台，直到2007/08年季前才加裝頂蓋，這個看台由主場及作客球迷共同使用。 「法頓看台」原來的入口以其「仿都鐸式建築」（mock Tudor） 立面而聞名。於前東主亚历山大·盖达马克（Alexandre Gaydamak） 主政期間，法頓公園曾進行多項改善建設，包括更衣室、前述米爾頓看台的頂蓋及在北看台和米爾頓看台之間的警察廂房上方設置大屏幕。北看台亦於2010/2011年球季獲得「列治威集團」 （Ridgeway Group）贊助的梅賽德斯-賓士（Mercedes-Benz） 取代原本的「樸茨茅夫法頓公園」（"Fratton Park Portsmouth"）及會徽。
法頓公園與「樸茨茅夫直達鐵路」（Portsmouth Direct Line）的「法頓鐵路站」（Fratton railway station）僅10分鐘步行距離。